# مجلس التوحيد الوطني
كان مجلس التوحيد الوطني وكالة حكومية لجمهورية الصين في تايوان تأسس في 7 أكتوبر 1990.  والآن لم يعد له وجود، وكان هدفه الرسمي هو تعزيز إعادة دمج البر الرئيسي للصين في جمهورية الصين.
في فبراير 1991، صاغ المجلس المبادئ التوجيهية للتوحيد الوطني، والتي حددت نهجًا من ثلاث مراحل للتوحيد الصيني. دعت المبادئ التوجيهية جمهورية الصين الشعبية إلى التحول إلى الديمقراطية وتحقيق المزيد من التطور كشرط أساسي لإجراء محادثات جادة حول الخطوات نحو التوحيد في نهاية المطاف. 
تم تعليق عمل المجلس وتوقفه عن العمل في أوائل عام 2006 أثناء رئاسة تشين شوي بيان، وهو عضو في الحزب الديمقراطي التقدمي الذي روج عمومًا للقومية التايوانية. 

## التأسيس
تأسس مجلس التوحيد الوطني تحت الإشراف المباشر لمكتب الرئيس من قبل الرئيس لي تينج هوي آنذاك.  واجتمع لأول مرة في 7 أكتوبر 1990، بحضور 30 عضواً. وتمتد العضوية إلى المسؤولين الحكوميين، وقادة الأحزاب السياسية، والصناعيين، وقادة المجتمع المدني، والعلماء والصحفيين.  وعقد المجلس 14 اجتماعاً منذ تأسيسه وحتى 8 أبريل 1999. 
في فبراير 1991، صاغ المجلس المبادئ التوجيهية للتوحيد الوطني، والتي حددت نهجًا من ثلاث مراحل للتوحيد الصيني.  دعت المبادئ التوجيهية بكين إلى التحول إلى الديمقراطية وزيادة التنمية كشرط أساسي لإجراء محادثات جادة حول الخطوات نحو التكامل النهائي.   وتنص المبادئ التوجيهية على أن "كل من البر الرئيسي ومنطقة تايوان جزء من الأراضي الصينية. وينبغي أن تكون المساعدة في تحقيق الوحدة الوطنية مسؤولية مشتركة بين جميع أفراد الشعب الصيني". 
في الأول من أغسطس 1992، أقر مجلس النواب في تايوان "قرار تعريف الصين الواحدة"، الذي جاء فيه: "إن جانبي مضيق تايوان يؤيدان مبدأ الصين الواحدة، ولكن تفسيرات الجانبين مختلفة... يعتقد جانبنا أن الصين الواحدة ينبغي أن تعني جمهورية الصين، التي تأسست في عام 1912 وما زالت قائمة اليوم، وأن سيادتها تمتد إلى جميع أنحاء الصين، ولكن سلطتها الحاكمة الحالية تقتصر على تايوان وبينغو وكينمن وماتزو. ومن المسلم به أن تايوان جزء من الصين، ولكن البر الرئيسي هو أيضًا جزء من الصين".   وقد تطور هذا لاحقًا إلى إجماع عام 1992. 

## الإلغاء
وكان المجلس قد خرج عن الخدمة بالفعل تحت إدارة تشين شوي بيان منذ عام 2000، والذي كان يميل إلى استقلال تايوان ويعارض التوحيد. وفي الوقت نفسه، وعد تشين في سياسته "أربع لاءات وواحدة بدون"، بعدم إلغاء المجلس أو المبادئ التوجيهية للوحدة الوطنية رسميًا، من أجل تهدئة المخاوف الدولية بشأن تحركاته المحتملة نحو إعلان الاستقلال.
في خطابه بمناسبة العام القمري الجديد عام 2006، أصدر الرئيس تشين شوي بيان تعليماته للحزب الديمقراطي التقدمي ببدء مناقشة رسمية بشأن الإلغاء الدائم لمجلس التوحيد الوطني والمبادئ التوجيهية المنصوص عليها فيه.  في 27 فبراير 2006، أعلن تشين رسميًا أن المجلس "سيتوقف عن العمل" وأن مبادئه التوجيهية "ستتوقف عن التطبيق". أعلن الرئيس تشين شوي بيان أن المبادئ التوجيهية للوحدة الوطنية "توقفت عن التطبيق" لأنها وضعت من قبل لجنة رئاسية خاصة في الأيام التي سبقت حصول المواطنين على الحق في انتخاب زعيمهم وجعل أصواتهم مسموعة بشكل فعال. وعلاوة على ذلك، كان واضعو المبادئ التوجيهية قد استندوا في وضع هذه المبادئ إلى "مبدأ الصين الواحدة" وافتراض التوحيد النهائي دون التشاور مع شعب تايوان. 

تم تعليق عمل المجلس في أوائل عام 2006، مع ملاحظة الرئيس تشين شوي بيان: 
"سيتوقف مجلس التوحيد الوطني عن العمل. ولن يتم تخصيص أي ميزانية له، ويجب على موظفيه العودة إلى وظائفهم الأصلية... وستتوقف المبادئ التوجيهية للتوحيد الوطني عن العمل. ووفقًا للإجراءات المتبعة، سيتم إرسال هذا القرار إلى المجلس التنفيذي للإخطار به."
وكان تشين قد دعا في السابق إلى "إلغاء" مجلس الاتحاد الوطني، لكنه خفف من حدة دعوته في وقت لاحق إلى "التوقف عن العمل". وكانت الحكومة غامضة بشأن ما إذا كان "التوقف عن العمل" هو نفسه "إلغاء".

كانت هناك دعوات للرئيس ما ينغ جيو لإعادة مجلس التوحيد الوطني، حيث ذكرت صحيفة تشاينا بوست التايوانية في تعليق لها: 
إن أفضل وأسهل طريقة لإظهار صدقه هي إعادة تفعيل مجلس التوحيد الوطني الذي أوقفه الرئيس تشين عن العمل. أو التوقيع على اتفاقية سلام مع هو جينتاو الأمين العام للحزب الشيوعي الصيني.

## روابط خارجية
- المبادئ التوجيهية للوحدة الوطنية في ويكي مصدر